# Rovdjur (roman)
Rovdjur, engelsk originaltitel Prey, är en roman från 2002 av Michael Crichton och handlar om ett experiment med mikrobiologiska svärmarrobotar. Experimentet misslyckas och svärmarna börjar anfalla människorna.